# Martinská (Praha)
Martinská ulice na Starém Městě v Praze spojuje ulici Na Perštýně a Uhelný trh. Nazvána je podle kostela svatého Martina ve zdi postaveného v letech 1178-1187, kterého jedna strana byla část hradební zdi. V polovině 14. století tu vybudovali Palác Platýz, který byl víckrát renovován a začátkem 19. století přestavěn na činžovní dům, poslední rekonstrukce proběhla v roce 2007.

## Historie a názvy
Ulice vznikla ve středověku v tehdejší osadě Újezd u Svatého Martina při kostele, který založila kněžna Adléta Uherská (1105-1140), manželka českého knížete Soběslava I. (1090-1140). Nedaleká hradební brána svatého Martina v sousední ulici Na Perštýně byla postavena ve 30. letech 13. století při stavbě hradeb Starého Města. Původní název ulice byl "U svatého Martina", od 16. století se používá název "Martinská".

## Budovy, firmy a instituce
- Dům U Modrého kola - Martinská 1 a 3, Na Perštýně 6[5]
- Dům U tří zlatých koulí, sportovní oděvy Rock Point Outdoor Expert - Martinská 2[6][7]
- oděvy Timoure et Group - Martinská 4[8]
- Dům U černého křížku - Martinská 5[9]
- Palác Platýz - Martinská 10, Národní 37[10]
- Kostel svatého Martina ve zdi - Martinská[11]